# Monument a Antonio López
El Monument a Antonio López es troba davant de la Llotja de Mar, a la plaça que portava el seu nom (actualment d'Idrissa Diallo) de Barcelona, que és el solar del Convent de Sant Sebastià, i està catalogat com a bé amb elements d'interès (categoria C). Dedicat a Antonio López y López (1817-1883), primer marquès de Comillas i màxim representant de l'alta burgesia barcelonina del segle xix, fou inaugurat l'any 1884, i hi van intervenir l'arquitecte Josep Oriol Mestres i els escultors Venanci Vallmitjana, Lluís Puigggener, Joan Roig i Solé, Rossend Nobas i Francesc Pagès i Serratosa, i posteriorment també Frederic Marès. A causa del passat esclavista de López, aquest monument es va situar al centre del debat sobre polítiques de memòria en l'espai públic, i finalment, l'estàtua va ser retirada el 2018.

## Història i descripció

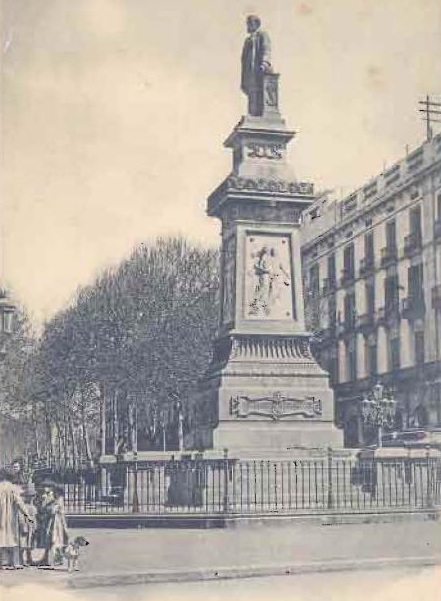
El monument al seu emplaçament original

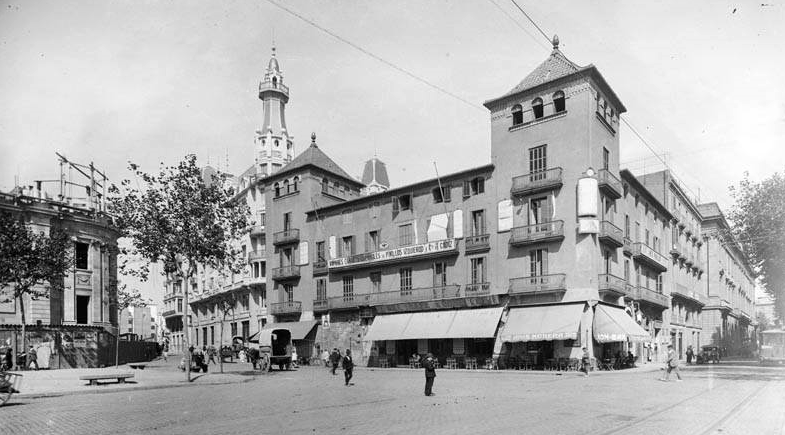
El convent de Sant Sebastià abans de ser enderrocat. A l'esquerra, l'edifici de Correus en construcció i el de la Companyia Transmediterrània; al fons a la dreta, la Llotja de Mar

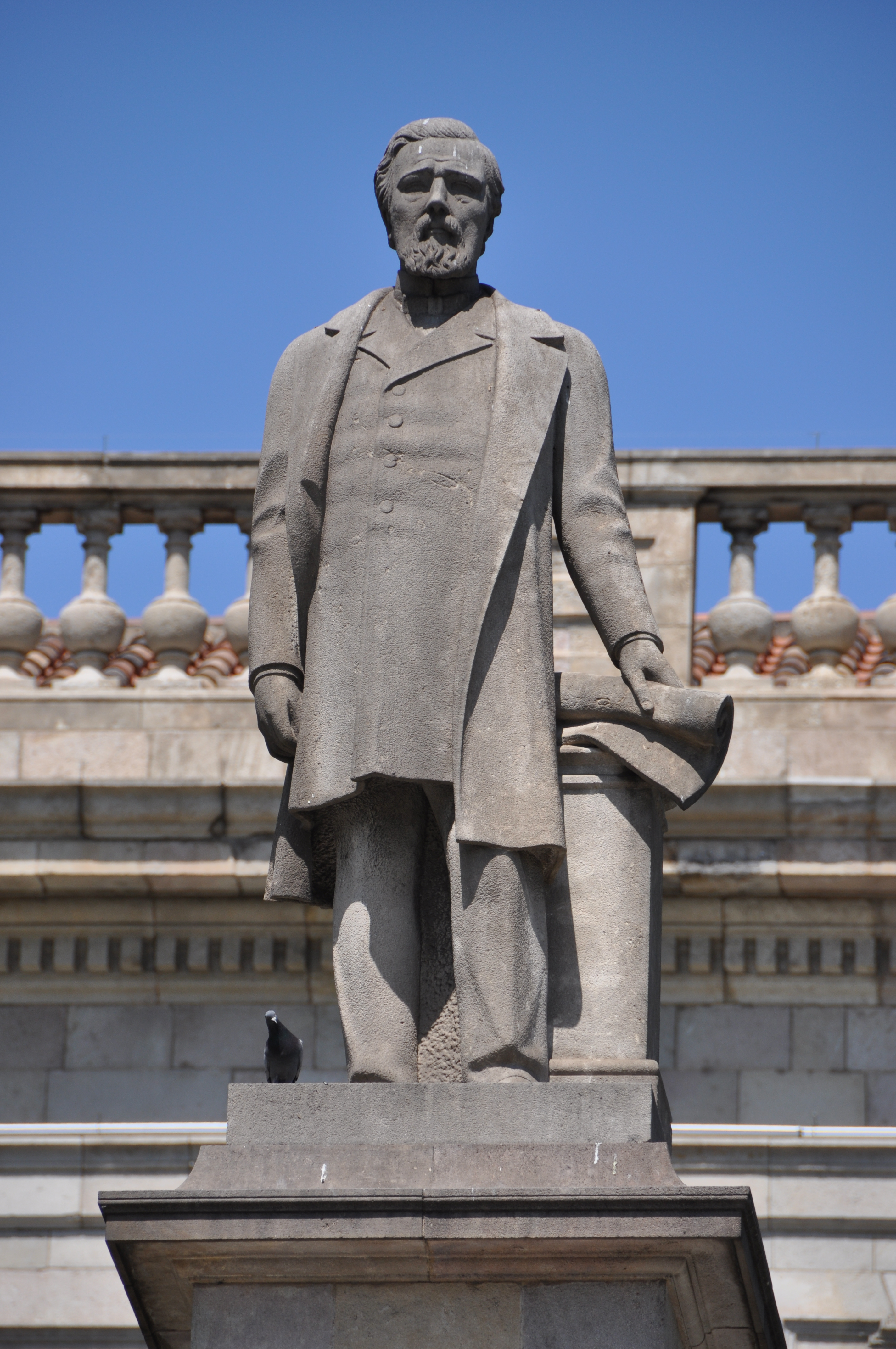
Estàtua de Frederic Marès, retirada el 2018

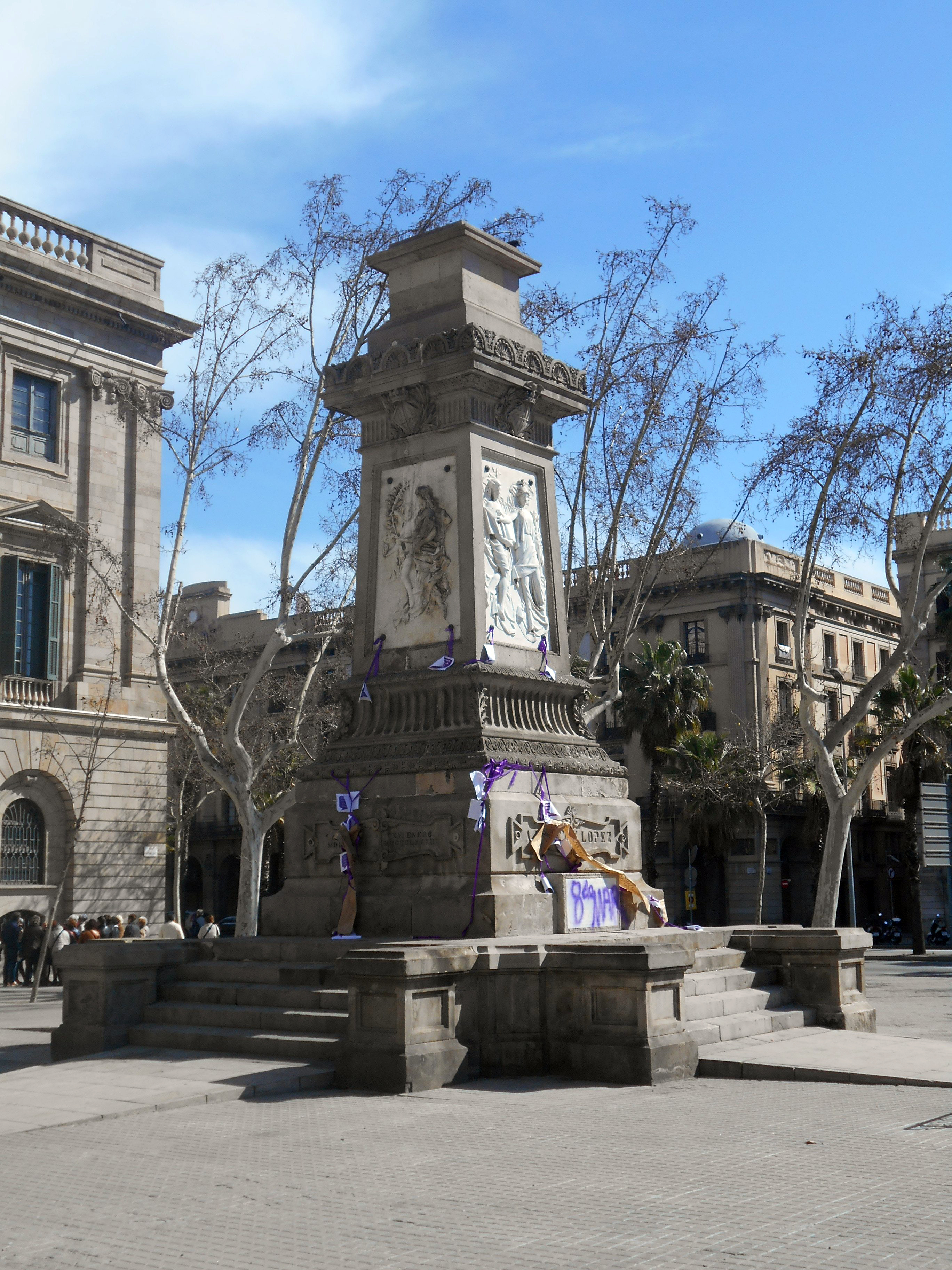
El monument després de la retirada de l'estàtua

Pocs mesos després de la mort d'Antonio López, esdevinguda el gener de 1883, l'Ajuntament de Barcelona va decidir dedicar-li un monument, iniciativa impulsada per Claudi López i Bru, el seu fill, i Manuel Girona, entre d'altres. La primera pedra es va posar el 25 de setembre de 1883 i va ser inaugurat el 13 de setembre de 1884. Consisteix en un pedestal de pedra projectat per l'arquitecte Josep Oriol Mestres i el seu emplaçament original era a uns metres de distància de l'actual, al mig del Passeig d'Isabel II. A la part inferior hi ha diverses inscripcions que constitueixen la dedicatòria del monument. Llegides correlativament diuenː A López y López, gran naviero, senador vitalicio y primer marqués de Comillas. Segueixen les dates de naixement i de mort i unes paraules elogioses del rei Alfons XII.
Més amunt, a les quatre cares del pedestal, s'hi troben sengles relleus de marbre que fan referència, simbòlicament, a les principals iniciatives empresarials del marquès de Comillas. Són, possiblement, les parts escultòriques que ofereixen major interès. Per la singularitat de les seves temàtiques i per la rellevància dels seus autors dintre de l'escultura catalana del segle xix. El relleu de la cara frontal, obra de Lluís Puiggener, mostra una figura femenina amb el caduceu, símbol del Comerç, passant les pàgines d'un llibre (de comptabilitat?) que li ofereix una altra figura situada davant seu. Són al·legories de la Societat de Crèdit Mercantil i del Banc Hispano Colonial.
El de la cara posterior, obra de Rossend Nobas, representa una figura femenina amb una cartel·la on es llegeix «López», acompanyada d'un amoret amb l'escut de Barcelona, que fa referència a la Companyia Transatlàntica. El del lateral costat mar, obra de Joan Roig i Solé, mostra dues figures femenines amb els escuts d'Espanya i França cavalcant agermanades sobre unes rodes de tren, que simbolitza els Ferrocarrils del Nord d'Espanya. El del lateral costat muntanya, de Francesc Pagès i Serratosa, representa una figura femenina amb un escut (al camper, la criatura mitològica, meitat peix, meitat lleó, de l'escut de Manila) acompanyada d'un jove negre que porta la branca d'una planta, possiblement de tabac, ja que es tracta d'una al·legoria de la Companyia de Tabacs de Filipines. Centrant cada una de les quatre cares de la cornisa s'hi troben els escuts de Barcelona, Santander, Cuba i les Filipines.
L'estàtua que originalment presidia el monument, obra de Venanci Vallmitjana, feia 3,4 m d'alçada i va ser fosa per Francesc Usich, amb metall procedent dels vaixells de la Companyia Transatlàntica. Va ser anomenada popularment «el negre Domingo», l'estrafolari protagonista d'una molt popular sarsuela còmicaː Robinson Petit, de Josep Coll i Britapaja. L'agost de 1936, després de l'esclat de la Guerra Civil espanyola, l'estàtua va ser enderrocada i tot seguit fosa. Aleshores, la inscripció amb el nom d'Antonio López es va tapar amb un retrat del capità dels guàrdies d'assalt Maximilià Biardeau, mort arran dels fets del sis d'octubre de 1934. El 1943, acabada la guerra, va ser substituïda per una rèplica en pedra de Montjuïc, obra de Frederic Marès, coincidint amb el trasllat del monument fins a l'esplanada que es troba davant de la Llotja de Mar, on anteriorment s'alçava el convent de Sant Sebastià. Convé notar que el 1942 Marès havia restaurat una altra estàtua dedicada a Antonio López que es trobava a Comillas.
El 1952 (cinquantè aniversari de la mort del poeta), es va afegir a la part baixa de la cara frontal una placa de marbre amb uns versos de Jacint Verdaguer dedicats al marquès de Comillas, el seu mecenes.
El 2010, l'entitat SOS Racisme i els sindicats CCOO i UGT demanaren a l'Ajuntament de Barcelona la retirada d'aquest monument, a causa del passat esclavista de López. El 2016, el grup polític CUP Capgirem Barcelona també en proposà la retirada pel mateix motiu i que fos substituït per un monument a les víctimes de l'esclavitud. L'any 2017, l'Ajuntament de Barcelona va confirmar la decisió de retirar-lo i convocar un concurs d'idees per a donar un nou nom a la plaça, que fou dedicada a Idrissa Diallo, un immigrant guineà detingut i mort al Centre d'internament d'estrangers (CIE) de Barcelona. Finalment, el 3 de març de 2018, l'estàtua va ser retirada del seu pedestal i dipositada al Museu d'Història de Barcelona, juntament amb el model de l'estàtua perduda de Vallmitjana i les claus de la reixa que originalment encerclava el monument.

## Galeria

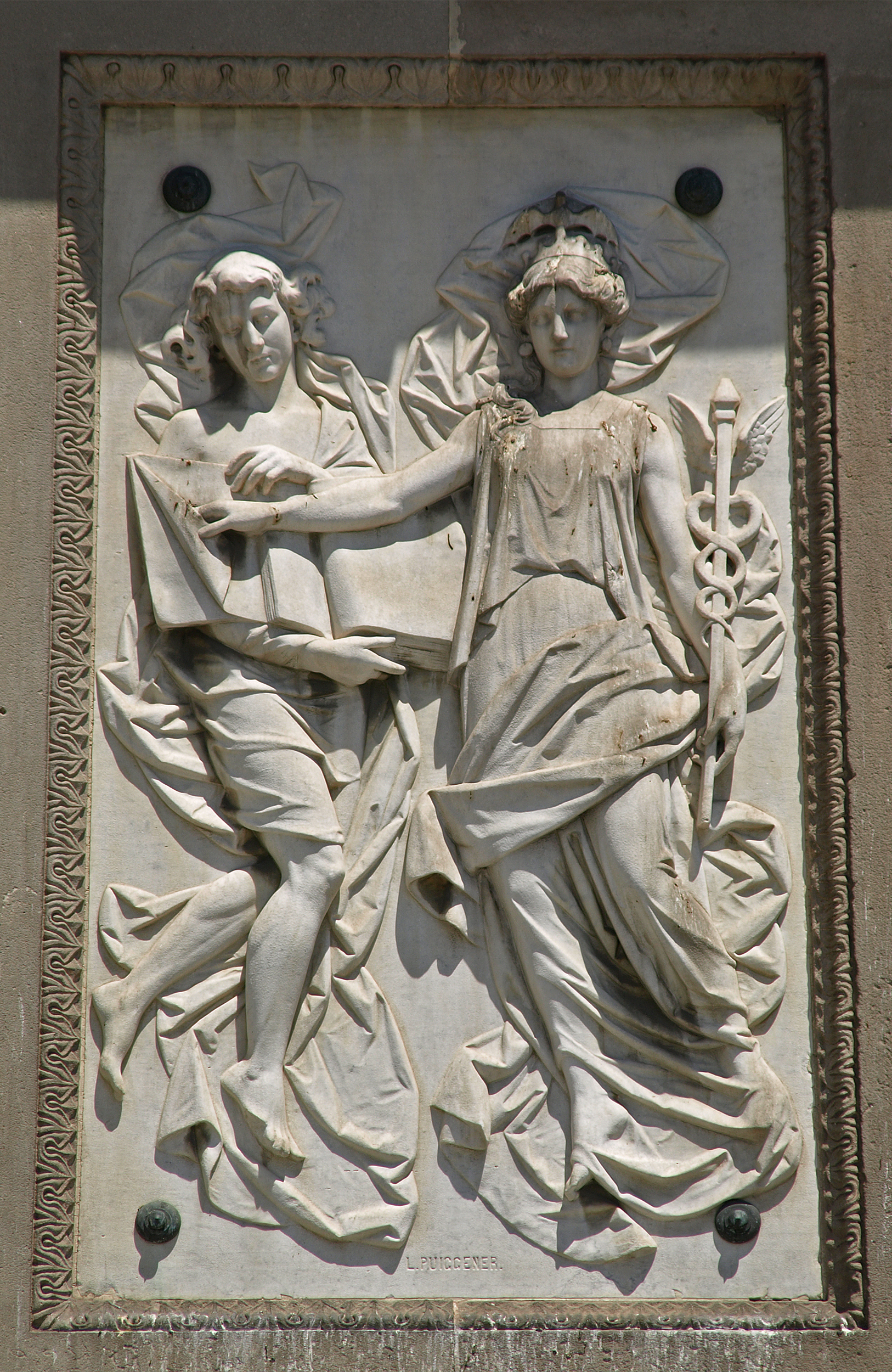
Relleu amb l'al·legoria de la Societat de Crèdit Mercantil i del Banc Hispano Colonial, obra de Lluís Puiggener
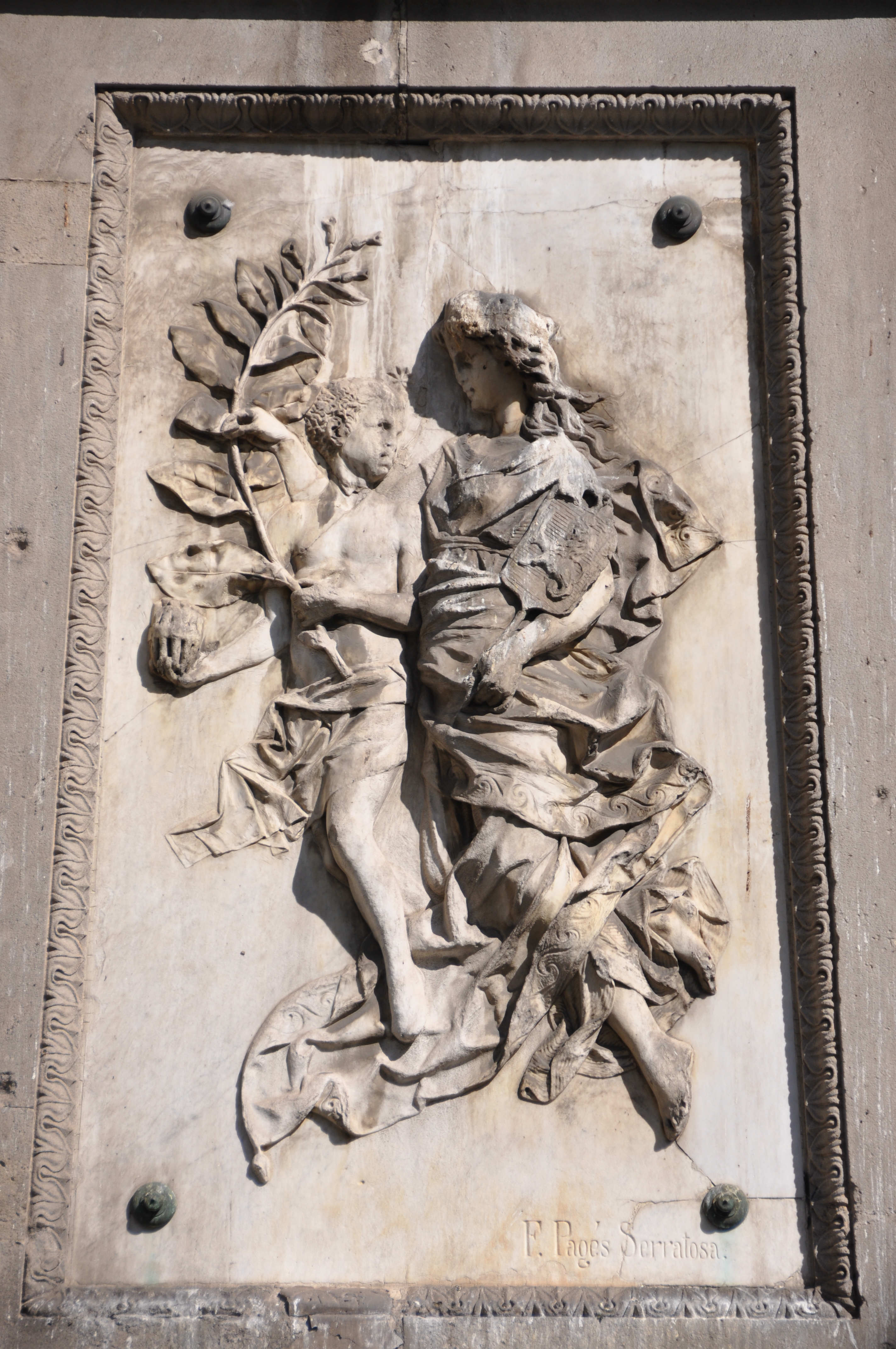
Relleu amb l'al·legoria de la Companyia General de Tabacs de Filipines, obra de Francesc Pagès i Serratosa
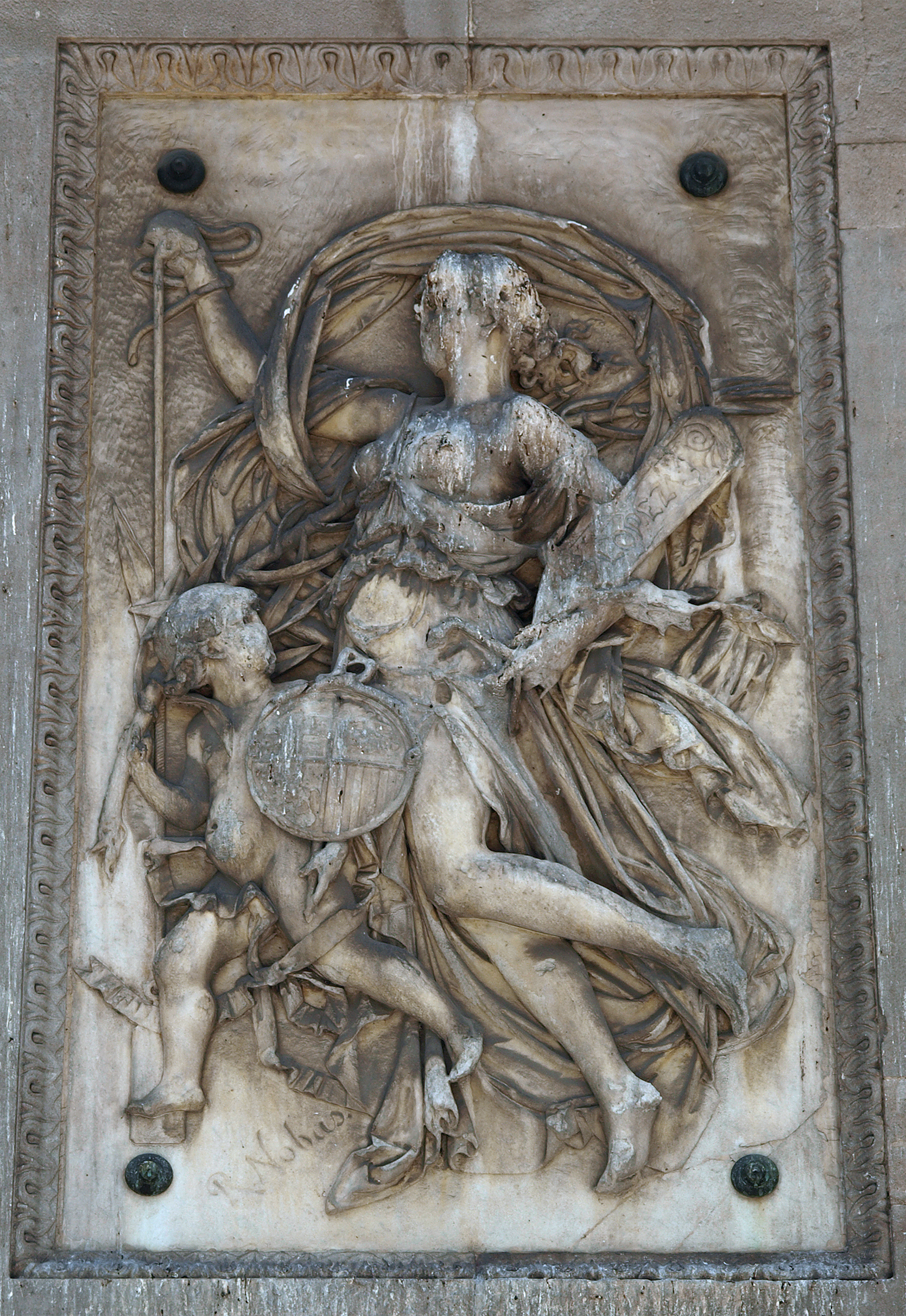
Relleu amb l'al·legoria de la Companyia Transatlàntica, obra de Rossend Nobas
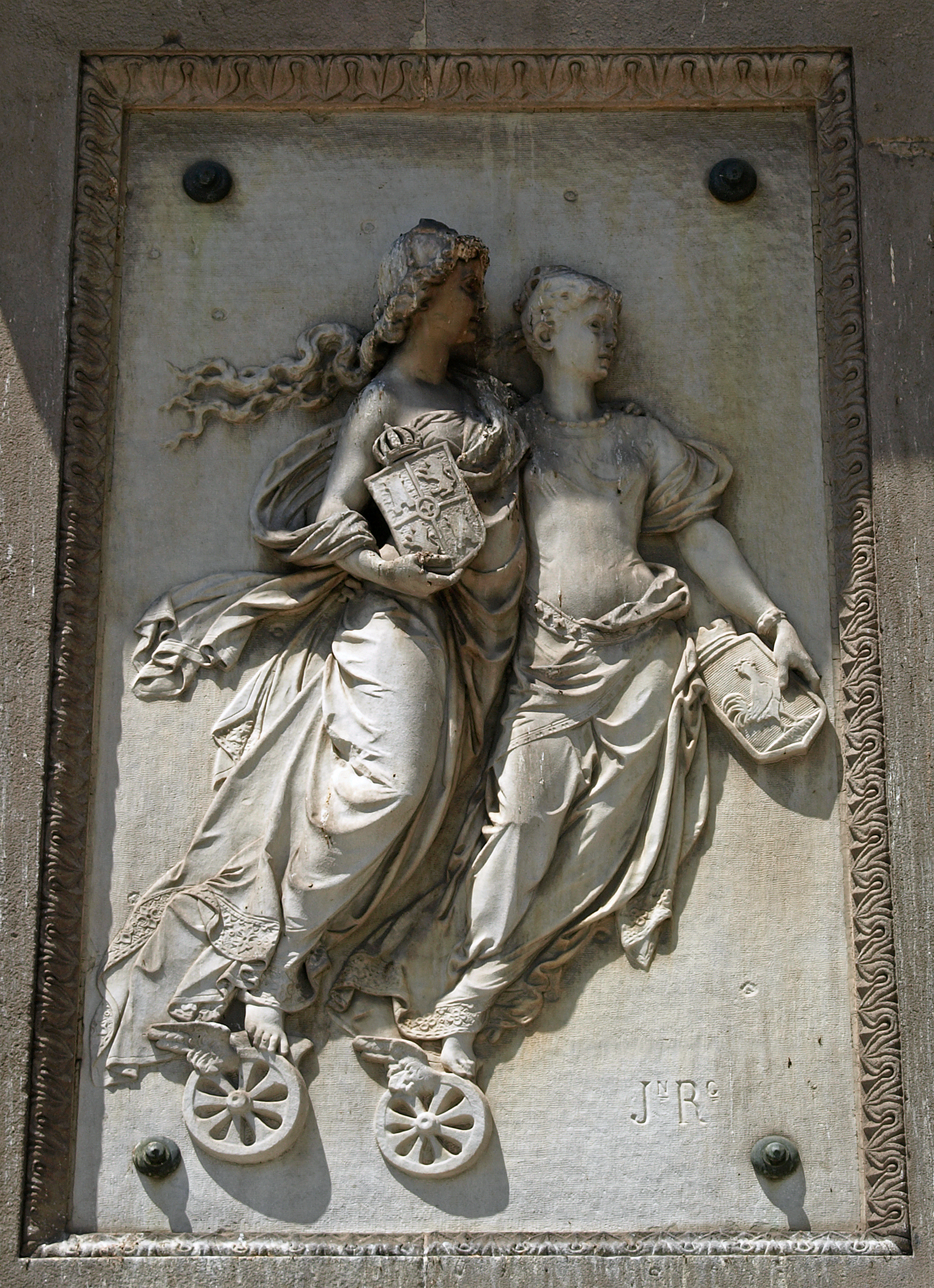
Relleu amb l'al·legoria dels ferrocarrils, obra de Joan Roig